# Ian Craig
Ian David Craig, né le 12 juin 1935 à Yass et mort le 16 novembre 2014 à Bowral, est un joueur australien de test cricket ayant représenté l'Australie dans 11 tests entre 1953 et 1958. Très précoce, il devient le 23 décembre 1957 à 22 ans et 194 jours le plus jeune capitaine d'une équipe de test cricket,.